# Probleme de familie
Probleme de familie este un film românesc din 2013 regizat de Ruxandra Ghițescu. Rolurile principale au fost interpretate de actorii Mădălina Anea, Ioana Flora, Marius Stănescu.

## Distribuție
Distribuția filmului este alcătuită din:
- Vlad Zamfirescu — Mihnea
- Ioana Flora — Anca
- Marius Stănescu — Mircea
- Mădălina Anea — Laura
- Paul Negoescu — Marius